# Muzeum Sixth Floor
Muzeum Sixth Floor (anglický název: The Sixth Floor Museum at Dealey Plaza) je muzeum nacházející se na náměstí Dealey Plaza v texaském městě Dallas, konkrétně na rohu ulic Elm street a Houston street. Samotné expozice jsou situovány v šestém patře budovy někdejšího Texaského knižního velkoskladu a jejich hlavním tématem je život a tragické úmrtí 35. prezidenta Spojených států amerických Johna F. Kennedyho. Muzeum bylo otevřeno dne 20. února 1989 a jeho situování do šestého patra výše zmíněné budovy není nijak náhodné. Dle závěrů několika oficiálních vyšetřování měl odtud Lee Harvey Oswald, zde zaměstnaný jako brigádník, vypálit dne 22. listopadu 1963 tři smrtící střely na prezidenta.
Expozice sestávají z fotografií, filmů, tištěných dokumentů a interaktivních obrazovek, které informují o okolnostech atentátu na Johna Kennedyho a v návaznosti s tím se zde návštěvníci mohou obeznámit s oficiálními závěry vyšetřovacích složek americké vlády, jako např. FBI, Warrenovy komise aj.